# Scheuerleinsplatz 2 (Mainbernheim)

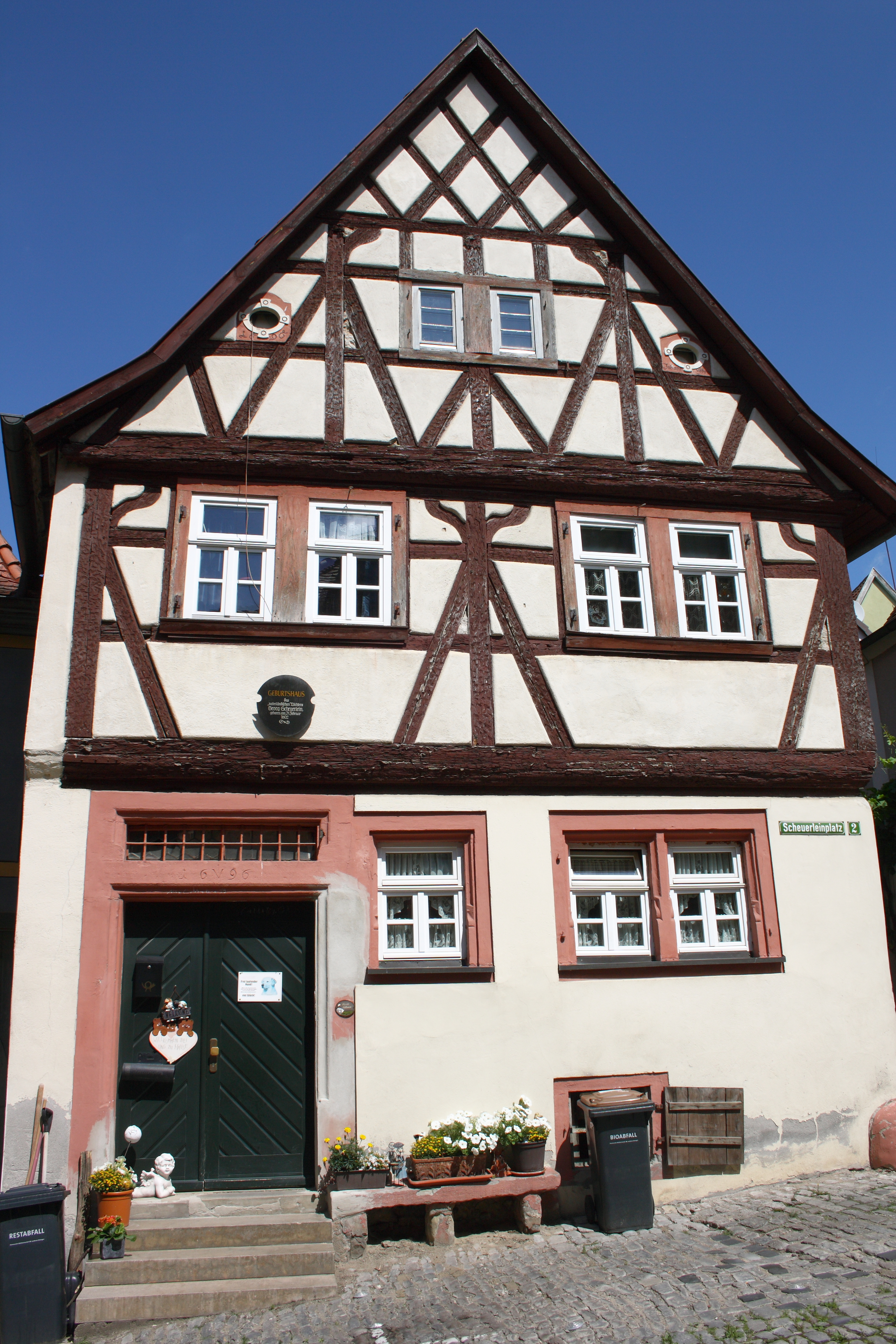
Das Haus Scheuerleinsplatz 2

Das Haus Scheuerleinsplatz 2 (früher Hausnummer 170) ist ein denkmalgeschütztes Gebäude im unterfränkischen Mainbernheim. Das Haus war der Geburtsort des Dichters Georg Scheurlin (oder Scheuerlein), der dem umgebenden Platz den Namen gab.

## Geschichte
Das Haus Scheuerleinsplatz 2 wurde wohl am Ende des 17. Jahrhunderts errichtet. Vielleicht wurde der Vorgängerbau ein Opfer des Dreißigjährigen Krieges, der allerdings die Stadt Mainbernheim weitgehend verschonte. Eine Inschrift mit der Jahreszahl 1696 erwähnt das Baujahr. Die Formensprache verweist jedoch auf eine ältere Bauzeit, sodass das Anwesen auch am Ende des 16. Jahrhunderts bereits erbaut worden sein kann.
Zur Zeit der Errichtung des Obergeschosses am Ende des 17. Jahrhunderts lebte im Haus ein gewisser Johann Venn, der auch für den Bau verantwortlich war. Im Jahr 1802 wurde der spätere Dichter Georg Scheuerlein im Haus geboren. Sein Vater war Chirurg und gehörte zu den angesehenen Leuten in der kleinen Stadt. Es ist aber auffällig, dass das Haus Scheuerleinsplatz 2 gegenüber dem benachbarten Kastenamt nicht repräsentativ erbaut wurde.

## Beschreibung
Das Anwesen wurde vom Bayerischen Landesamt für Denkmalpflege als Baudenkmal eingeordnet. Untertägige Überreste von Vorgängerbauten sind als Bodendenkmal verzeichnet. Daneben ist das Haus Teil des Ensembles Altstadt Mainbernheim. Es präsentiert sich als zweigeschossiges, giebelständiges Satteldachhaus mit einem leicht vorkragenden Fachwerkobergeschoss. Das Fachwerk wurde erst in neuerer Zeit freigelegt und war lange unter einer Putzschicht verborgen.
Auffällig sind die Fenster des Hauses, die der Raumeinteilung im Inneren folgend, nicht symmetrisch angeordnet wurden. Die Fenster wurden mit Kehlprofilen verziert, während der Türstock mit flachen Karniesprofil ausgestattet wurde. Statt den üblichen Rechteckfenstern brachte man im Giebeldreieck zwei Rundfenster mit Spangen an. Das Fachwerk weist reiche Verzierungen auf. So existieren Mannfiguren, Felderstiele, Fußbänder und ein Gitterwerk unter der Giebelspitze. Daneben sind kleine Zierhölzer zu erkennen. 
Das Erdgeschoss des Hauses war wohl ursprünglich als Stall genutzt und wurde dementsprechend als schlichte Halle gearbeitet. Der Wohnbereich wurde im Obergeschoss untergebracht, der durch eine Wendeltreppe erschlossen wird. Die Wohnstube ist in Richtung des Scheuerleinsplatzes zu finden und nahm ursprünglich die gesamt Hausbreite ein. Das Haus wird von einem geräumigen Gewölbe unterkellert. Ein Kellerhals mündet im Flur hinter der Haustür.